# 繆森
繆森（ぼく・しん、ミャオ・セン）は、中国東北部出身の作曲家。上海市在住。

## 概略
上海音楽学院作曲指揮系の作曲本科を卒業し、クラシック音楽、ポップス、テレビのテーマソングなども手がけ、中国国内では著名な作曲家のひとり。代表作に、「大雁帰」（大雁归）、「竹林風」（竹林风）、「愛上我很簡単」（爱上我很简单）、「下一個転角」（下一个转角）、「等一個人」（等一个人）、「好久」、「你的影子」、「一個人哭」（一个人哭）、「一米陽光」（一米阳光）、「永遠不分離」（永远不分离）、「愛我 原諒我」（爱我 原谅我）、「恋人距離」（恋人距离）などがある。

## 2010等你来
2010年3月30日、2010年上海万博30日間カウントダウンのためのPR企画用に選ばれた「2010等你来」は、発表時、作曲者は繆森とされ、ミュージックビデオにもそのようにクレジット表示がなされた。
4月初旬、中国のメディアの取材に対し、繆森は「過去において自分は比較的ゆったりとしたリズムの曲を作り慣れていた。しかし、万博は軽快で楽しい気持ちを人に与えるべきだと思ったので、ある意味新しい手法を用いた」と説明し、曲を作詞家の張鵬の手に渡したとき「今までの繆森の作風を打ち破った」と驚嘆、そして激賞されたと語っている。（竹林风）
4月10日ごろより、「2010等你来」は1997年1月発売の日本の歌手の岡本真夜の「そのままの君でいて」（作詞・作曲：岡本真夜、編曲：十川知司）の剽窃ではないかという疑惑が中国国内で生じたが、繆森はそれを「参考にすらしていない」と完全に否定した。なお、『香港文匯報』2010年4月17日の報道では、両曲の一致度は97パーセントに達すると指摘されている。
4月19日、岡本の事務所に上海万博実行委員会から「そのままの君でいて」の楽曲使用申請があり、岡本の事務所はこれを受諾した。中国側で剽窃を認めたかたちであるが、繆森および上海万博実行委から岡本に対する謝罪はなかった。
繆森の連絡は2010年4月16日以降途絶え、取材不能となっていた。
4月22日、繆森が声明を発表し、「悪意を持った人が、似ている曲を使って、評判を悪い方へと導いた」、「軽快なリズムの万博PR曲と、岡本さんの曲とは、大きな違いがある」、岡本側と代理人を通じて話し合い、「盗作ではない」という結果に至り、岡本側とは「盗作かどうかについての議論を排除することで合意しました」としている。
これに対し岡本の所属事務所は「初めて聞いた話で、答えようがないです。代理人を立てて話し合っていますが、現状では楽曲の使用許可申請があった以降、何も進展はしていておりません」と語った。

## 新たな剽窃疑惑
4月22日、中国国営新華社通信は、繆森について、過去にも盗作疑惑があったと報じた。繆森作曲の「竹林風」（竹林风）は韓国人歌手BOBO（カン・ソンヨン）の歌う「チョンホン」に酷似しており、韓国人作曲家ユン・ミョンソンは、「わたしが聞く限り、これはわたしの歌のようだ」と語っている。
また、「百変選択」（百变选择）はメキシコの歌手クリスティアン・カストロ（Cristian Castro）が歌う「AZUL」（2001年）の盗作ではないかとの指摘がある。